# 甲冑海葵總科
甲冑海葵總科（Actinostoloidea）是海葵目下的一總科。
甲胄海葵總科所包含的科如下：
- 甲冑海葵科 Actinostolidae
- Halcampulactidae